# دستگاه تقطیر

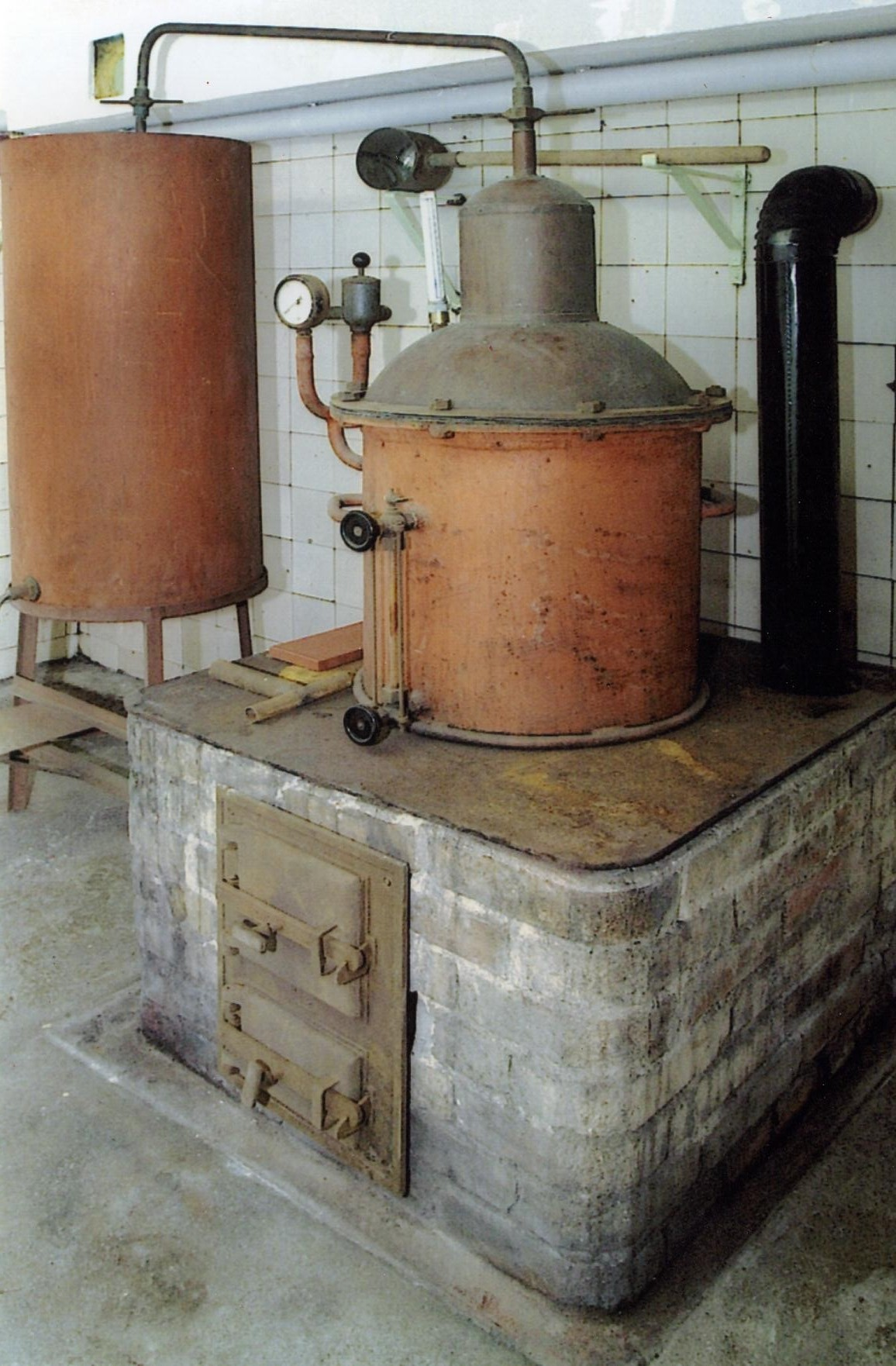
یک نمونه دستگاه تقطیر

دستگاه تقطیر به زبان ساده به دستگاهی گفته می‌شود که با آن مخلوط دو مایع که در نقطه جوش اختلاف زیادی با هم دارند را از هم جدا می‌کنند. اساس کار در این دستگاه تفاوت در نقطهٔ جوش اجزاء مخلوط است. در این روش با استفاده از حرارت دادن مخلوط مایع در مایع به دلیل تفاوت در نقطهٔ جوش یکی از اجزاء تبخیر شده و با انتقال به داخل لولهٔ بالایی سرد می‌شود و دوباره به صورت مایع در ظرف دیگر ریخته می‌شود. یکی از کاربردهای تقطیر، جداسازی محلول آب و الکل است.
«دستگاه تقطیر» یا «دستگاه عرق‌گیری» دستگاهی است که می‌تواند در خانه، عطاری‌ها و در هر محل دیگر عرق هر جور گیاه را بگیرد. گیاه را پس از قطعه قطعه کردن در دیگی از جنس شمش استیل یا آلومینیم یا مس می‌ریزند، طبیعی است که هرچقدر گیاه بیشتر از آب باشد عرق خالص تر خواهد شد. روی شعله گاز گذاشته، پس از قرار دادن قسمت سردکننده که از جنس استیل نگیر ۳۰۴ ساخته شده‌است و پس از کیپ کردن بستها و تنظیم واشر دو قسمت را روی هم سوار می‌کنند و در قسمت بالایی یخ گذاشته و با جوشیده شدن مخلوط، از قسمت ناودانی دستگاه عرق خالص و طبیعی بیرون خواهد آمد.
برای درک بهتر  انواع تقطیر میتوانید به این مقاله از سایت گام صنعت مراجعه کنید.

### دستگاه عرق‌گیری
همانگونه که از نامش پیدا است وظیفه عرق‌گیری از انواع گل‌ها، گیاهان دارویی و موارد دیگر مانند کشمش را بر عهده دارد. در حال حاضر کسب و کارهای مربوط به تهیه انواع عرقیجات یکی از کارهای پرسود و پردرآمد محسوب می‌شود. یکی از ابزارهای مهم برای این شغل دستگاه‌های عرق‌گیری است که معمولاً در دو نوع صنعتی و خانگی به فروش می‌رسند. این دستگاه‌ها با نام دستگاه‌های گلاب‌گیری نیز در بازار معروف هستند. ممکن است جنس ورق به کار رفته در ساخت این دستگاه‌ها متفاوت باشد. در حال حاضر انواع دستگاه عرق گیر از جنس آلومینیوم، استیل و مس با ظرفیت‌های گوناگون طراحی و ساخته می‌شوند.

## انواع کندانسور در دستگاه تقطیر

### کندانسور آبی
در حال حاضر بیشتر دستگاه‌های عرق گیر موجود در بازار شامل خنک‌کننده‌های سطل آبی هستند. این نوع از کندانسور شامل جریان آب در اطراف لوله‌های بخار است که می‌تواند با جذب گرمای بخار درون لوله‌ها، باعث تبدیل گاز به مایع شود. قرارگیری آب خنک در اطراف لوله باعث تغییر فاز و تبدیل گاز به مایع خواهد شد. بدین ترتیب در اثر جریان خنک آب دمای گاز درون لوله‌ها کاهش می‌یابد.

### کندانسور برقی
کندانسورهای برقی دارای یک فن در پشت دستگاه عرق گیر هستند. در این‌جا به جای جریان آب از این فن برای خنک کردن بخار درون لوله استفاده خواهد شد. این فن با ارسال هوای سرد به سمت لوله، دمای لوله را کاهش داده و باعث تبدیل بخار به مایع می‌شود. در این فرایند بدون نیاز به آب عملیات خنک‌سازی انجام می‌گیرد. البته باید توجه داشت کندانسور برقی نسبت به نوع آبی از سرعت بالاتری برخوردار است. همچنین نحوه کارکرد آن بسیار آسان‌تر بوده و به راحتی مورد استفاده قرار می‌گیرد.

## کندانسور شیشه‌ای
در کندانسور شیشه‌ای عملکردی مانند خنک‌کننده آبی را شاهد هستیم. در این کندانسور ورودی بخار در قسمت بالای دستگاه وجود داشته و یک خروجی مایع نیز در پایین وجود دارد. بازده این دستگاه نیز همانند خنک‌کننده آبی بالا است. برای درک بهتر محاسن و معایب انواع کنداسور می‌توانید به این مقاله از سایت گام صنعت مراجعه کنید.

## معایب کندانسور برقی (هوا خنک)
- سولفات مس: اکثر کندانسورهای برقی دارای لوله‌های مسی می‌باشند عیب اصلی لولهٔ مسی در دستگاه تقطیر سولفاته شدن مس می‌باشد که به دلیل عدم دسترسی جهت شست و شوی باعث ایجاد بوی بد و تغییر رنگ در محصول نهایی می‌شود همچنین استفاده در صورتی که سولفاته بسته باشد برای سلامتی مضر است.
- جوش قلع و سرب : استفاده از قلع و سرت در کندانسورهای برقی یکی دیگر از معایب اصلی اینگونه کندانسورها می‌باشد که باعث ایجاد بیماری‌های گوناگون می‌شود که اصلاً پیشنهاد نمی‌شود
- کارایی کمتر: کندانسور هوایی برای دستگاه‌های با حجم بالا کارایی کمتری نسبت به کندانسور آبی دارد. این معایب می‌تواند به دلیل کاهش کارایی در تبدیل بخار به مایعات و کاهش بازدهی در تولید عرق و عصاره گیاهی باشد.

1. ↑  «خانه». گام صنعت. دریافت‌شده در ۲۰۲۳-۱۱-۱۴.
2. 1 2  «دستگاه تقطیر (عرق گیر)». گام صنعت. دریافت‌شده در ۲۰۲۳-۱۱-۰۷.